# سیوبهان دیلون
سیوبهان پاتریشیا دیلون (متولد ۱ سپتامبر ۱۹۸۴) یک هنرپیشه و خواننده انگلیسی است که با اجرای سریال تلویزیونی استعداد شوی بریتانیایی در بی‌بی‌سی وان در سال ۲۰۰۶ با تم چگونه مشکلی را مثل ماریا حل می‌کنید؟ به شهرت رسید.
دیلون نقش بتی شفر را در بلوار سانست در کلوزیوم لندن بازی کرد که در ۴ آوریل ۲۰۱۶ افتتاح شد او در ۹ فوریه ۲۰۱۷ در تئاتر پالاس اولین حضور خود در برادوی را در موزیکال احیای برادوی انجام داد.